# El Mango de Ayapa
El Mango de Ayapa es una localidad del municipio de Jalpa de Méndez ubicado en la subregión centro del estado mexicano de Tabasco.

## Geografía
La localidad se ubica a 8.0 kilómetros (en dirección suroeste) de la localidad de Jalpa de Méndez, la cabecera y lugar más poblado del municipio. Se sitúa en las coordenadas geográficas 18°13′06″N 93°07′19″O / 18.218333, -93.121944, a una elevación de 5 metros sobre el nivel del mar.

## Demografía
Según el Conteo de Población y Vivienda 2020, efectuado por el Instituto Nacional de Estadística y Geografía, la localidad de El Mango de Ayapa tiene 510 habitantes, de los cuales 274 son del sexo masculino y 236 del sexo femenino. Su tasa de fecundidad es de 2.64 hijos por mujer y tiene 120 viviendas particulares habitadas.
| Gráfica de evolución demográfica de El Mango de Ayapa entre 1995 y 2020 |
|                                                                         |
| INEGI.                                                                  |